# Henri Stierlin-Vallon
Henri Stierlin-Vallon (* 12. Dezember 1887 in Lausanne; † 14. Februar 1952 ebenda) war ein Schweizer Pianist und Komponist.

## Leben und Werk
Henri Stierlin-Vallon war Schüler von Frieda Kwast-Hodapp (1880–1949) und Leo Portnoff (1875–1940) am Stern’sches Konservatorium in Berlin und von Ricard Viñes i Roda in Paris. Nach weiteren Studien in London wurde Henri Stierlin-Vallon 1914 Klavierlehrer am Conservatoire de Lausanne.
Henri Stierlin-Vallon schrieb die Bühnenmusik Jedermann ou la mort de l’homme riche, das Oratorium La Divine Comédie, die symphonische Dichtung Les Musiciens de la ville de Brême, die Suite g-moll für Orchester, ein Klavierkonzert, das Poème für Alt und Orchester, Le Glas, Le Djimnes für sechs-stimmigen Chor a cappella, das Quatuor italien für Frauenstimmen und Klarinette, ein Streichquartett, eine Suite für Streichquartett und ein Klavierquintett.